# Frea flavosparsa
Frea flavosparsa là một loài bọ cánh cứng trong họ Cerambycidae.